# Census Area di Yukon-Koyukuk
La Census Area di Yukon-Koyukuk, in inglese Yukon-Koyukuk Census Area, è una census area dello stato dell'Alaska, negli Stati Uniti, parte dell'Unorganized Borough. La popolazione al censimento del 2000 era di 6 551 abitanti.

## Geografia fisica
La census area si trova nella parte centro-settentrionale dello stato. Lo United States Census Bureau certifica che la sua estensione è di 382910 km², di cui 5032 km² coperti da acque interne. È la census area più estesa degli Stati Uniti.

### Suddivisioni confinanti
- Borough di North Slope - nord
- Yukon - est
- Census Area di Southeast Fairbanks - sud-est
- Borough di Fairbanks North Star - sud-est
- Borough di Denali - sud-est
- Census Area di Bethel - sud
- Census Area di Wade Hampton - ovest
- Census Area di Nome - ovest
- Northwest Arctic Borough - ovest

## Centri abitati
Nella Census Area di Yukon-Koyukuk vi sono 19 comuni (city) e 21 census-designated place.

### Comuni
| - Allakaket - Anvik - Bettles - Birch Creek - Fort Yukon - Galena - Grayling - Holy Cross - Hughes - Huslia | - Kaltag - Koyukuk - McGrath - Nenana - Nikolai - Nulato - Ruby - Shageluk - Tanana |

### Census-designated place
| - Alatna - Arctic Village - Beaver - Birch Creek - Central - Chalkyitsik - Circle - Coldfoot - Evansville - Flat - Four Mile Road | - Lake Minchumina - Livengood - Manley Hot Springs - Minto - New Allakaket - Rampart - Stevens Village - Takotna - Venetie - Wiseman |